# Kiekie

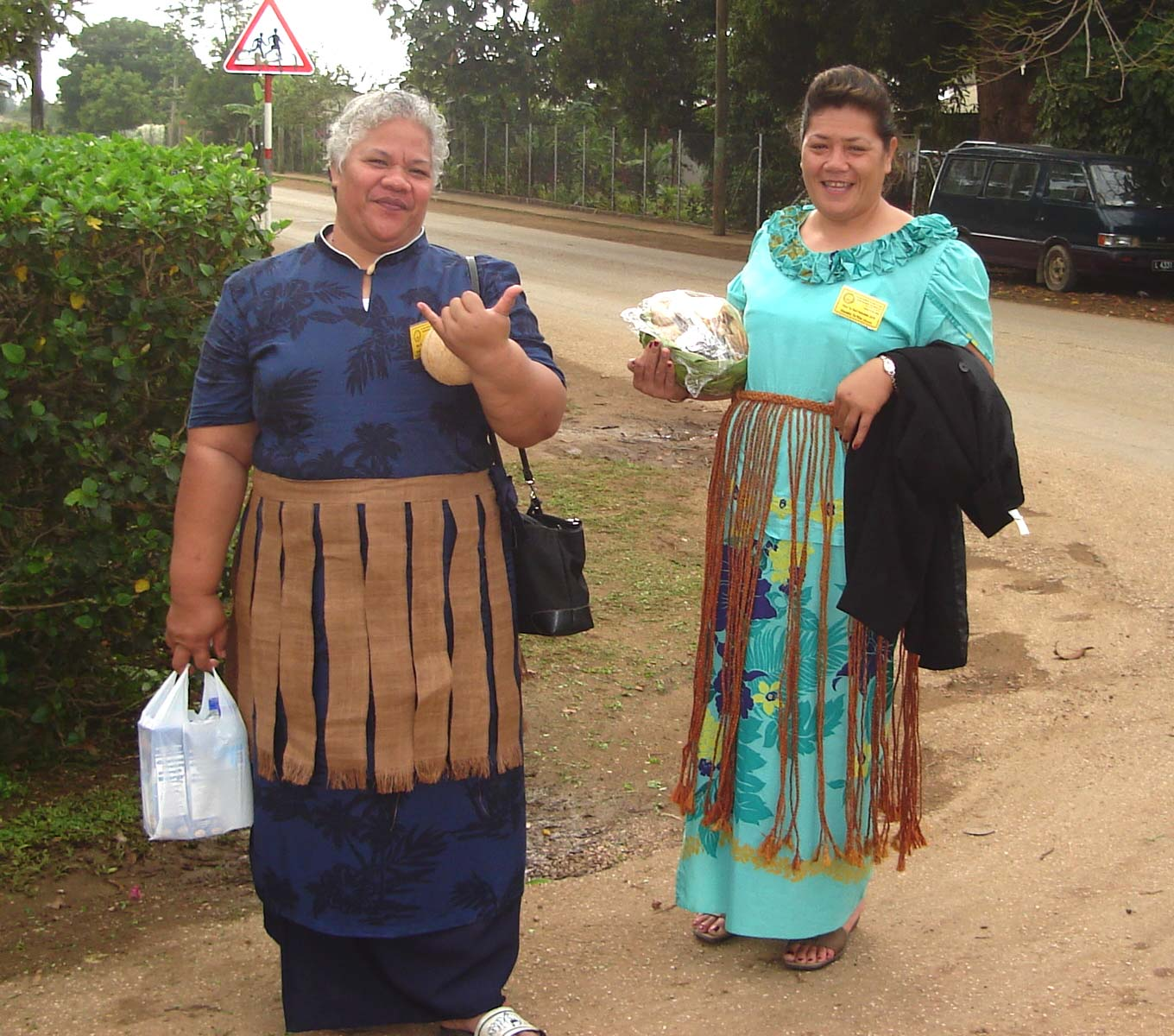
Due donne di Tonga indossano il proprio kiekie

Il kiekie è un indumento tipico della tradizione tongana ed è una "gonna di erba multicolore".

## Storia
L'attuale moda nell'uso di ta'ovala e kiekie è dovuta alla politica culturale adottata e fortemente voluta dalla regina Salote che ha modificato i codici di abbigliamento tongano durante il suo lungo regno: l'obiettivo di questa politica era quello di diminuire l'uso di stili di abbigliamento europei e, allo stesso tempo, promuovere l'uso di abiti simbolo della cultura e dell'identità tongana, come appunto il ta'ovala e il kiekie. Durante il regno della regina Salote, dunque, questi indumenti divennero abiti pubblici e da potersi indossare nella vita quotidiana.

## Descrizione

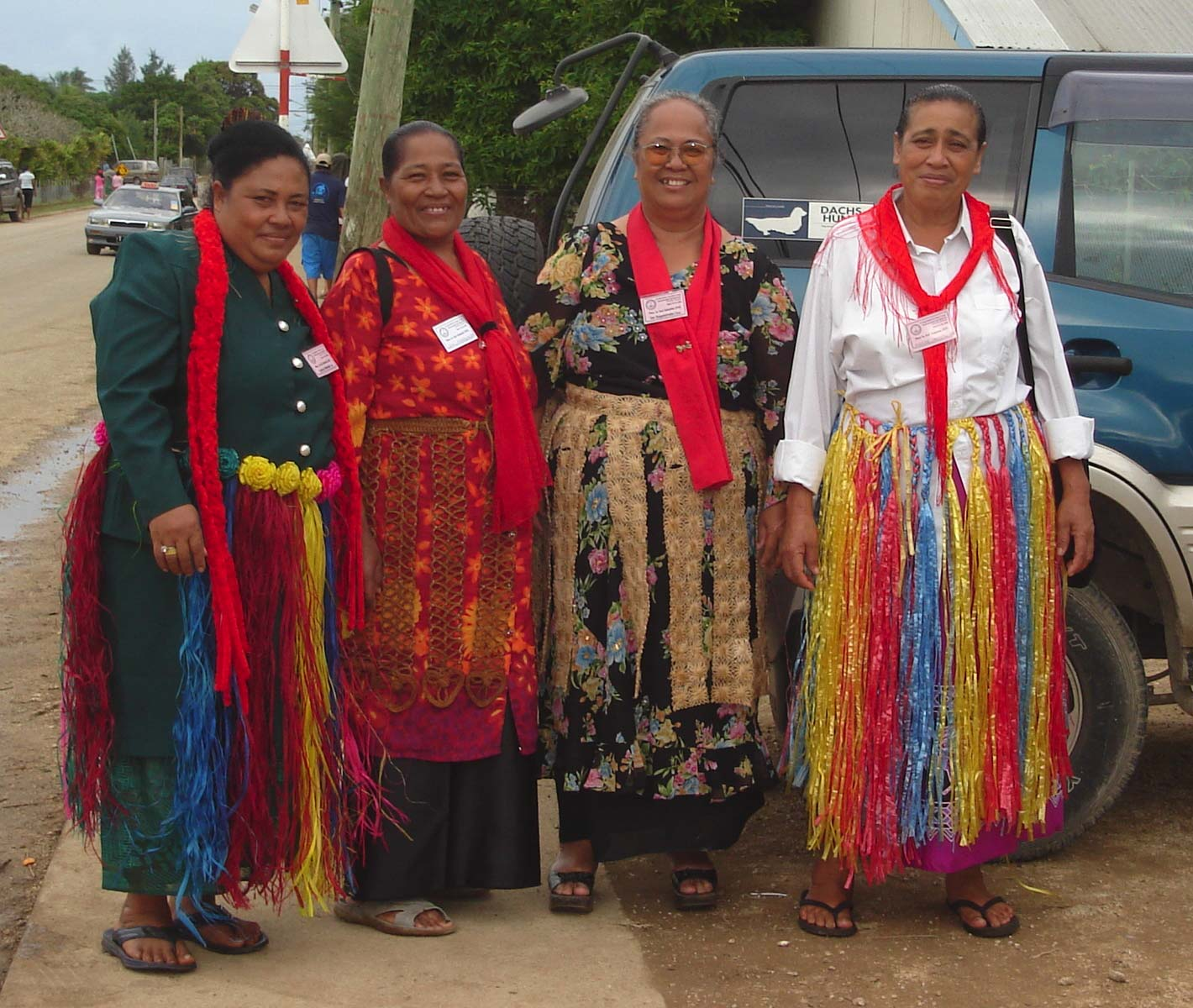
Quattro donne di Tonga indossano il loro kiekie

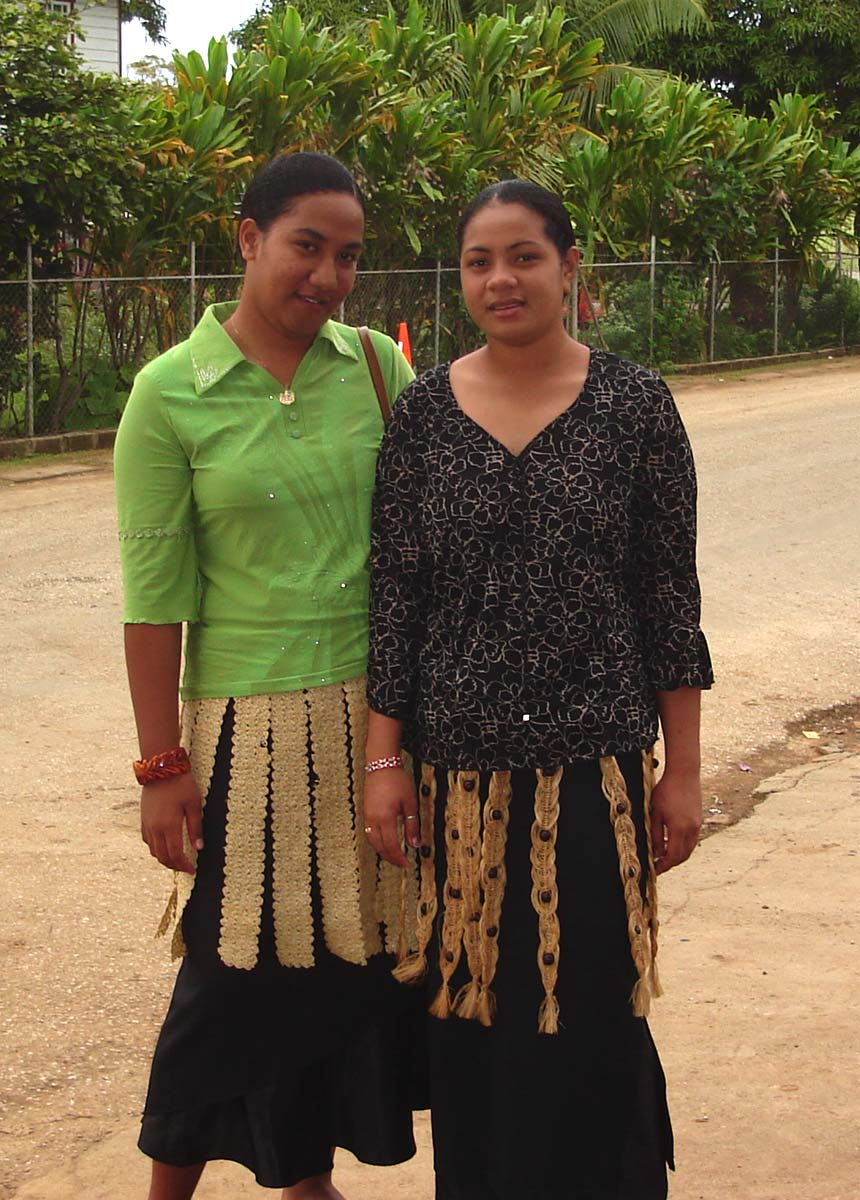
Due giovani ragazze tongane e i loro kiekie

Si tratta di una cintura ornamentale intorno alla vita, indossata principalmente dalle donne in occasioni semi-formali, ma oggi anche a volte dagli uomini. In occasioni altamente formali, invece, per entrambi i sessi è sufficiente indossare un taʻovala. In occasioni meno formali non è richiesta alcuna cintura, né per gli uomini né per le donne; le donne, tuttavia, possono continuare a indossare un kiekie anche in quel caso, poiché è considerato una decorazione comoda e di bell'aspetto, con cui ci si può mettere in mostra.
Un kiekie è a tutti gli effetti una via di mezzo tra una stuoia e una gonna di erba (manafau): è una gonna di corda attaccata a una cintura. Si suppone che sia un po' trasparente, mostrando la gonna o il tupenu indossato sotto di essa. Di lunghezza variabile, i kiekie possono essere corti come una minigonna, o arrivare giù fino alle caviglie; rimane più comune la lunghezza un po' sopra le ginocchia. 
I kiekie fanno parte dei koloa, i prodotti artigianali fatti dalle donne. Ogni donna può realizzare il proprio kiekie: per una riforma della regina Salote, in molte scuole tongane si è iniziato a insegnare alle ragazze a realizzare kiekie e altri abiti della tradizione popolare.

### Diverse tipologia dikiekie
I kiekie possono essere prodotti con molti materiali diversi, sia naturali sia no, ad esempio:
- strisce di foglie di pandanus, spesso dipinte in colori vivaci[5]. Possono essere appese sciolte o intrecciate insieme. Il salusalu è un kiekie lungo, tipico dell'arcipelago Haʻapai.
- strisce di fibra di ibisco[5], chiamate fau. Sono fibre forti, resistenti e tra i materiali più utilizzati per la realizzazione dei kiekie, nonostante non sia così semplice la lavorazione dei prodotti a base di fau, come ad esempio i tappetini[6].
- kaka, un tessuto fibroso che è avvolto intorno alle fronde in crescita delle palme. Di solito viene verniciato per renderlo più resistente e poi tagliato nelle forme più disparate.
- lacci o corde.
- piccoli dischi (di pochi centimetri di diametro) ricavati dal guscio della noce di cocco[5] e infilati insieme lungo il loro diametro.
- lino neozelandese, un piupiu Maori[5].